# Руцкий, Александр Владимирович
Алекса́ндр Влади́мирович Ру́цкий (27 января 1932, д. Бартники, Полесское воеводство, Польская Республика — 17 марта 2015, Минск, Белоруссия) — советский и белорусский травматолог-ортопед, академик Национальной академии наук Беларуси (2002), лауреат Государственной премии Республики Беларусь (1992), заслуженный деятель науки Белорусской ССР (1982).

## Биография
Родился в крестьянской семье.
В 1955 году окончил Минский медицинский институт, после чего работал врачом Парфияновской участковой больницы Молодечненской области. В 1956 году преподавал на курсах подготовки медсестер, а также работал инспектором ЦК Общества Красного Креста.
В 1957—1961 годах — ординатор, заведующий ортопедо-травматологическим отделением Минской областной клинической больницы. В 1958 году был приглашён на преподавательскую работу на кафедру травматологии и ортопедии Белорусского государственного института усовершенствования врачей (БелГИУВ). В 1961 году избран ассистентом кафедры травматологии и ортопедии БелГИУВ.
В 1964 году защитил кандидатскую диссертацию «Переломы верхнего конца плечевой кости и их лечение», в 1966 году избран доцентом кафедры травматологии и ортопедии БелГИУВ.
В В 1975 году защитил докторскую диссертацию «Особенности клиники и лечения тяжелых и осложненных переломов области локтевого сустава у детей». В 1977 году утвержден в звании профессора по кафедре травматологии и ортопедии.
В 1966—1998 годах — ректор БелГИУВ. За период его руководства институтом число кафедр увеличилось с 18 до 52, на которых трудилось свыше 350 человек профессорско-преподавательского состава. Количество преподавателей, имеющих ученые степени и звания, достигло 88 %, что было самым высоким показателем среди всех ВУЗов СССР. В 1973 году приказом ВАК СССР в институте организовано три Специализированных Совета по защите диссертаций. Были построены и введены в эксплуатацию два современных учебно-лабораторных корпуса, три общежития квартирного типа, спортивно-оздоровительный комплекс, Центральная научно-исследовательская лаборатория, виварий.
С 1998 года — заведующий кафедрой травматологии и ортопедии Белорусской медицинской академии последипломного образования (БелМАПО), которую возглавлял с 1977 года, с 2004 года — профессор кафедры.
В 1991 году он избран членом-корреспондентом, а в 2003 году — академиком НАН Республики Беларусь. С 1999 года — академик Белорусской медицинской академии.
В 1996—2000 годах являлся президентом Белорусской ассоциации ортопедов-травматологов. Являлся членом правления Всесоюзного общества травматологов и ортопедов, членом Проблемной комиссии при АМН СССР: «Травматизм: научные основы травматолого-ортопедической помощи». В течение многих лет был председателем Специализированного Совета по защите диссертаций при БелМАПО, был членом ВАК республики по присуждению ученых званий доцентов и профессоров, членом УМС МЗ Республики Беларусь.

## Научная деятельность
Исследования А. В. Руцкого посвящены вопросам оперативного и консервативного лечения повреждений и заболеваний различных локализаций опорно-двигательного аппарата. Автор новых методов эффективного лечения повреждений и заболеваний костей и суставов, направленные на сокращение сроков лечения больных и снижения инвалидности: методика проведения трехлопастного гвоздя при переломах шейки бедренной кости, метод скелетного вытяжения при раздробленных переломах дистального конца лучевой кости, костная аутопластика при тяжелых медиальных переломах шейки бедра, двойное скелетное вытяжение при застарелых вывихах плеча, первичная аутопластика при повреждениях кисти и предплечья, методика вправления травматического спондилолистеза скелетным вытяжением и другие. В 1976 году учёным впервые в Белоруссии был выполнен передний спондилодез при нестабильном дегенеративно-дистрофическом спондилоартрозе поясничного отдела позвоночника.
В 1970 году опубликовал монографию «Постоянное вытяжение в травматологии и ортопедии», посвященную лечению повреждений и заболеваний опорно-двигательного аппарата, среди других значимых работ — «Рентгенодиагностический атлас» в двух томах (1987), первое издание в СССР, в котором дана полная клинико-рентгенологическая характеристика всех основных заболеваний и пороков развития опорно-двигательного аппарата человека; «Повреждения магистральных кровеносных сосудов» (1985, совм. с профессором И. М. Гришиным). Среди других работ: «Неврология детского возраста» (1990), «Энциклопедия детского невролога» (1993), «Нейро-ортопедические и ортопедо-неврологические синдромы у детей и подростков» (1998).
Среди достижений учёного — создание и практическое внедрение под его руководством бесцементного двухполюсного эндопротеза тазобедренного сустава, на который получен Международный сертификат «СЕ» (2005). С 1997 года налажено его серийное производство в Белоруссии. Им был проведен ряд показательных операций по имплантации отечественного эндопротеза за рубежом, в том числе во многих городах России, Иране, Индии, Ираке, Сирии.
Автор и соавтор более 275 опубликованных научных работ, в том числе 8 монографий, 3 справочников, 15 патентов и авторских свидетельств. Под его руководством выполнено 3 докторских и 17 кандидатских диссертаций.

## Награды и звания
Награждён орденами Трудового Красного Знамени (1971), Дружбы народов (1981), пятью медалями, значком «Отличник здравоохранения».
Заслуженный деятель науки Белорусской ССР (1982). За цикл работ по разработке и внедрению в практику хирургии новых методов диагностики и лечения профессор А. В. Руцкий в 1992 году удостоен Государственной премии Республики Беларусь.